# رافائيل غرامبولا
رافائيل سانتياغو جونكالفيس (بالبرتغالية: Rafael Santiago Gonçalves‏) المعروف بـرافائيل غرامبولا (9 أبريل 1988 في البرازيل - ) هو لاعب كرة قدم برازيلي في مركز الهجوم .
لعب سابقاً في نادي دبا الحصن.

## وصلات خارجية
- رافائيل غرامبولا على موقع قاعدة بيانات كرة القدم.إي يو (الإنجليزية)
- رافائيل غرامبولا على موقع Soccerway.com (الإنجليزية)